# Grallaricula peruviana
Grallaricula peruviana là một loài chim trong họ Grallariidae.